# Banque générale
Pour les articles homonymes, voir Banque royale.
La Banque générale est un établissement bancaire fondé le 2 mai 1716 par John Law, futur Contrôleur général des finances du régent Philippe d'Orléans. Elle fut renommée « Banque royale » le 1er janvier 1719.
Cette banque fut le premier établissement financier à émettre des billets de banque dans le Royaume de France, garantis par l’État. Mais l’échec désastreux de cette tentative d'instituer un papier monnaie en France rendit le terme de « banque » très impopulaire pendant longtemps, à tel point que les établissements qui ont succédé à la Banque royale ont tous pris le titre de « caisse » : la Caisse d'escompte de 1776 à 1793, puis divers établissements jusqu'en 1799 comme la Caisse d'escompte du commerce. C'est Napoléon Ier qui décida de reprendre le terme initial pour fonder la Banque de France en 1800.

## Historique

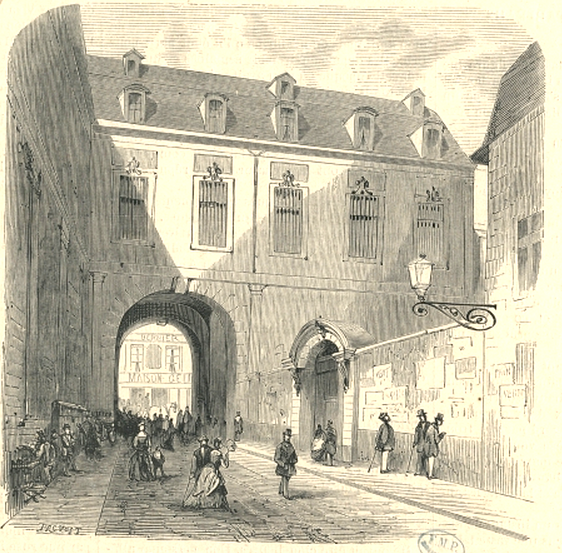
Vue artistique de l'hôtel de Nevers, propriété de John Law et siège de la banque (L'Illustration, 1868).

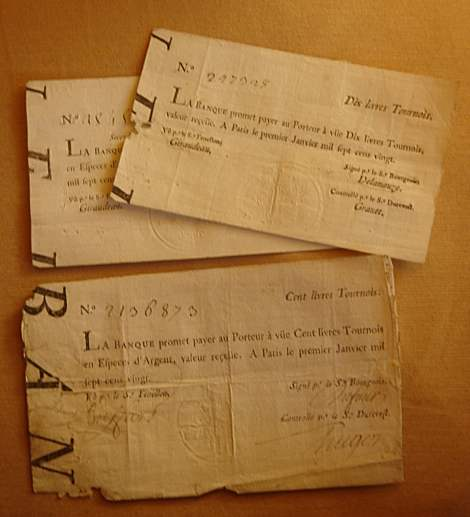
Billets de la Banque royale (1720).

La banque connut un grand succès grâce au Système initié par John Law, qui prend place dans le cadre de l'opération du visa et donc de l'apurement de la dette colossale du pays. Ce financier d'origine écossaise obtint l'autorisation auprès du Régent de fonder une banque privée à Paris mais sur le modèle de la Banque d’Écosse et de la Banque d'Angleterre : le Régent s'opposa dans un premier temps à engager l’État sous quelque forme de participation. Cette institution fut d'abord nommée Banque générale privée et se développa assez rapidement sous le nom de Banque générale, quand fut constituée la Compagnie d'Occident dont les fonds propres étaient gagés en partie sur les ressources de la Louisiane, alors colonie française. 
Au départ, la Banque émet 300 actions au montant unitaire de 5 000 livres. Le succès n’est d'abord pas au rendez-vous. Les grands financiers européens, dont les Français bien implantés comme Antoine Crozat ou Antoine et Jean Pâris, se moquent du capital social relativement faible de la Banque générale, qui s’élève à 1 500 000 livres. Law fait toutefois preuve d’astuce : il permet aux actionnaires d’acquérir l’action de 5 000 livres en ne déboursant qu’un cinquième en espèces métalliques. Law se retrouve donc avec 300 000 livres de liquidités. D'autre part, dès la fin 1716 la Banque générale promettait de verser une annuité de 7,5 % en dividendes soit 375 livres. Tout le Paris financier s'étonne : de telles rémunérations sont alors cinq fois supérieures à celles pratiquées par d'autres établissements ! 
En juillet 1716, La Gazette de la Régence écrivait : « On ne parle ici de la banque de M. Law qu'en railleries, et presque tout le monde s'en moque. » Peu après, la même gazette remarquait : « Une chose singulière est que jusqu'à présent on ne prend rien pour le change, et qu'on paie à vue tous les billets de banque.[...] Tout le monde veut avoir son compte à la banque de M. Law. » Ce que la Gazette appelle des « billets de banque », ce sont bien ces actions. En décembre 1716, 120 000 nouvelles actions, cette fois de 500 livres, pour un montant total de 60 millions, trouvent ainsi preneurs. La Banque générale possède désormais une encaisse de 1 200 000 livres, une somme suffisante pour asseoir son sérieux.
En août 1717, Law met en place un habile montage financier coordonné avec la Monnaie, laquelle, dans un même temps, ne cesse de réformer la valeur du louis d'or et d'argent, augmentant de mois en mois la valeur de la taille au marc (on taillait de plus en plus de pièces dans une masse de 244,753 g de métal précieux). La Banque générale apure le marché financier des fameux billets de l’État et des receveurs généraux émis sous Louis XIV pour pallier l'absence d'espèces métalliques, et dont la valeur ne cessait de se dégrader depuis 1715. En promettant aux porteurs de ces vieux titres qu'ils seront en partie repris et échangés (en réalité, ils l'étaient mais au 1/5 du nominal), les gens se pressèrent aux comptoirs de la Banque pour obtenir de nouveaux titres soit de la Banque générale, soit de la Compagnie d'Occident dans laquelle Law inscrivit une large participation de sa banque. C'est sur les revenus hypothétiques des colonies françaises situées en Amérique que Law pariait pour attirer des souscripteurs. Entre septembre 1717 et novembre 1718, la Banque générale porte son capital à 6 millions de livres, permettant à John Law de parfaire son système. Les actions émises étaient de simple coupon de forme rectangulaire avec un motif imprimé sur le talon.
Au cours de la deuxième partie de l'année 1717, John Law a l'idée d'émettre cette fois des titres portant l’appellation « billets de banque », toujours garantis par le capital de son établissement. La première émission comprend des coupures de 10, 40, 100 et 1000 « écus de 6 livres pour une taille de 8 au marc », c'est-à-dire que les billets représentent des sommes de 60 à 6 000 livres tournois : c'est là l'invention stricto sensu du premier billet de banque français. Le 10 juin 1718, une nouvelle émission de billets a lieu, toujours libellés en écus de 6 livres mais cette fois pour une taille de 10 au marc : le jeu est simple, il vaut mieux du papier que des espèces, puisque la monnaie pèse de moins en moins lourd. Ce tour de passe-passe fiduciaire est l’œuvre du financier John Law.
Les premiers billets portaient la mention « la Banque promet payer au porteur à vue [montant] livres tournois en espèce d'argent, valeur reçues » : comme les acquéreurs avaient confiance, les billets servaient en lieu et place des espèces métalliques.

## La Banque royale

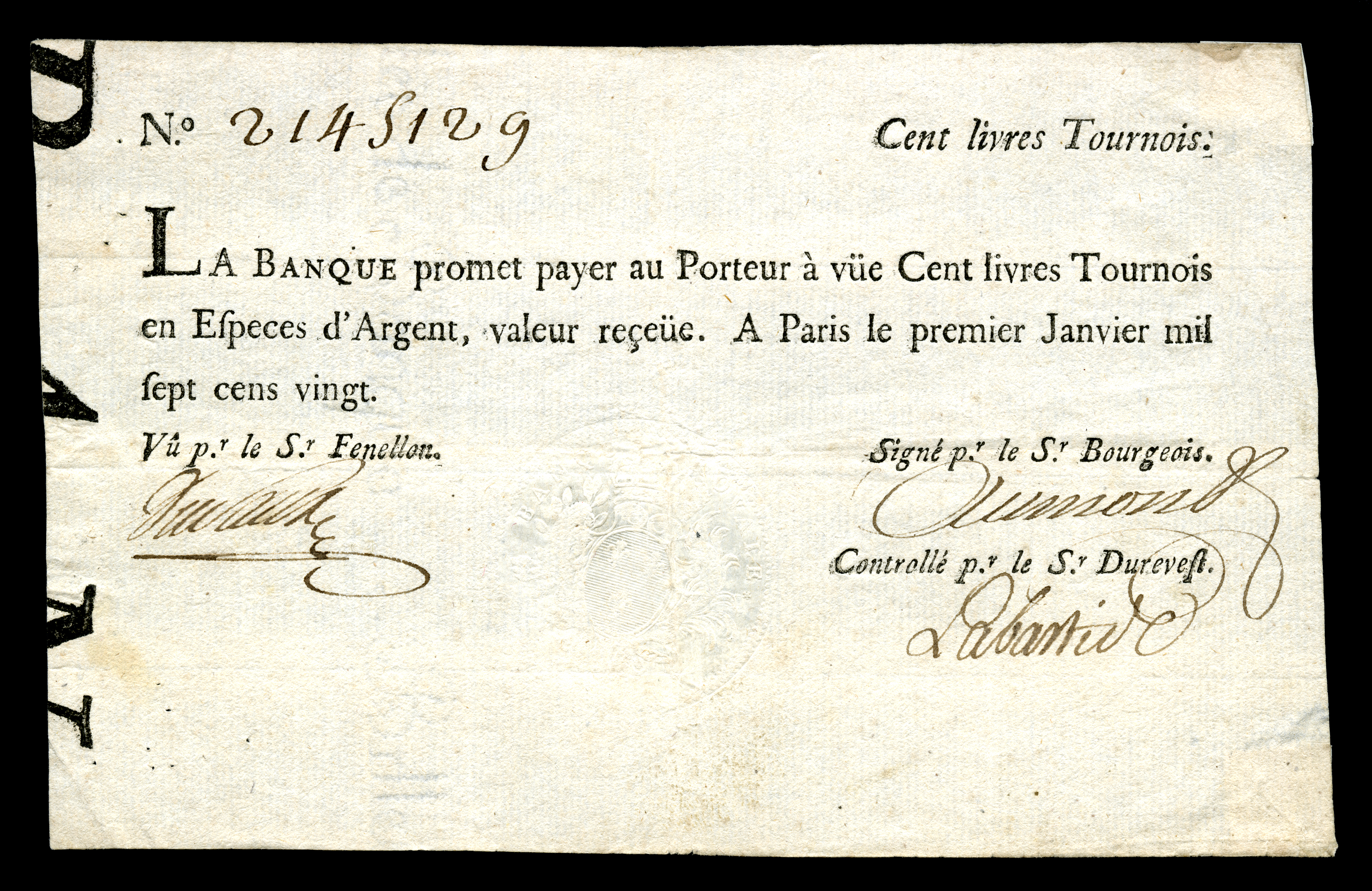
Coupure de la Banque royale d'un montant de 120 livres tournois émise le 1 janvier 1720 (source : Smithsonian Institution).

Devenue Banque royale le 4 décembre 1718, officiellement par un édit le 1er janvier 1719, toutes ses émissions sont désormais garanties par le Roi qui est l'unique régisseur de la banque : la confiance règne. Sur un papier tramé comportant en filigrane les mots « billet de banque », de nouveaux coupons rectangulaires au format 100 x 150 mm, sont alors imprimés avec, toujours sur une seule face, la promesse d'usage, la somme, la date, le tout étant typographié ; de plus, on trouve un numéro de série manuscrit, un timbre sec (en relief) représentant l'écu de France avec la mention « Banque royale », un talon de sécurité gravé ainsi que trois signatures : celles de l'inspecteur Fenellon [Fénelon], du trésorier Bourgeois, et du contrôleur Durevest [du Revest]. Le talon est parfois contresigné par John Law, directeur de l'établissement, quand il s'agit de sommes égales ou supérieures à 500 livres tournois. Le récépissé se trouvait dans les registres de la banque, le but étant que désormais, on ne se serve plus que des billets émis par la Banque royale comme monnaie. Furent imprimés des billets de 10, 50, 100, 1 000 et 10 000, libellés en livres tournois, et non plus en écus de 6 livres. Ce changement de l'écu à la livre tournois plait beaucoup : le billet est ainsi déconnecté des fluctuations imposées par la Monnaie et donc à l'abri des dévaluations. Les émissions se succèdent du 10 janvier 1719 au 2 septembre 1720. Attirés, nombre de particuliers cherchèrent dans un premier temps à obtenir, contre des espèces métalliques en or et en argent, de tels billets qui eurent quasiment cours forcé. Début 1720, le montant total des émissions se monte à plus d'un milliard de livres et repose sur une gigantesque et unique structure, la Compagnie des Indes avec laquelle la Banque finit par fusionner.
Entre janvier et mai 1720, Law pratique une double politique qui va finir par engendrer un mouvement de panique : d'abord il soutient le cours de la Compagnie tout en cherchant à démonétiser les espèces métalliques en les dévaluant à coup d'édits ; faisant cela, il entraine à la baisse le cours de l'action de la Compagnie, qui à son tour, engendre une dévaluation du billet de banque : sur le marché parallèle qui se met en place, les billets s'échangent au 1/3 du nominal. En conséquence, les prix enregistrent une forme d'hyperinflation, certains biens voient leurs coûts tripler voire quadrupler.
Au mois de juillet 1720, l'ensemble du dispositif connait une banqueroute : à l'origine, la légende rapporte que quelques actionnaires, venus rue Quincampoix, auraient échangé en une seule journée des billets contre des montants estimés à plusieurs millions de livres en or. Toujours est-il que Law enregistre un mouvement de panique face à une trop grande demande de conversion des billets auprès de la Banque royale et de ses différents comptoirs. Au moment de l'arrêt des comptes, l'opinion découvre que la masse des billets est largement supérieure à ce que possède réellement la banque en encaisse : c'était là le principe sur lequel repose toute monnaie fiduciaire mais aucun des acteurs du marché à l'époque n'a suivi. 
En décembre 1720, Bourgeois, le trésorier de la Banque et qui s’était considérablement enrichi, Durevest, le contrôleur et enfin Fromaget, l'un des directeurs de l'établissement, sont conduits à la Bastille. « Le sieur de Fénelon, inspecteur de la Banque, n'a pas été arrêté car ses comptes étaient exacts » mais il fut cependant taxé sur ses biens en 1722.
Après quelques tentatives de remise en équilibre parfois très autoritaires, John Law, qui était devenu à la fois « ministre des Finances » du royaume, contrôleur général de la Banque royale et patron de la Compagnie des Indes, connait une forme de déchéance, et choisit de s'enfuir à Venise.
La liquidation de la Banque fut déléguée à la commission du visa puis la création de la Bourse de Paris en septembre 1724 permit de limiter l'agiotage sur le seul titre coté, celui de la Compagnie des Indes.